# Územní opatství New Norcia
Územní opatství New Norcia bylo územní opatství římskokatolické církve, nacházející se v Austrálii.

## Historie
Vytvořeno bylo 12. března 1867 a to z části území diecéze Perth.
Roku 1982 bylo opatství zrušeno a území bylo včleněno do arcidiecéze Perth.

## Seznam územních opatů
- Rosendo Salvado, O.S.B. (1867–1900)
- Fulgentius Torres, O.S.B. (1902–1914)
- Anselmo Federico Catalán, O.S.B. (1914–1951)
- Gregory Gomez, O.S.B. (1951–1973)
- Bernard Rooney, O.S.B. (1974–1980)